# Alessandro Severo
(Frase attribuita ad Alessandro Severo)
Marco Aurelio Severo Alessandro Augusto, nato come Marco Bassiano Alessiano (Marcus Bassianus Alexianus) ma meglio noto semplicemente come Alessandro Severo (Alexander Severus) (in latino Marcus Aurelius Severus Alexander Augustus; Arca Caesarea, 1º ottobre 208 – Mogontiacum, 18 o 19 marzo 235), è stato un imperatore romano, appartenente alla dinastia dei Severi, che regnò dal 222 fino alla sua morte.
Adottato dal cugino e imperatore Eliogabalo, dopo il suo assassinio Alessandro salì al trono, presentato come Eliogabalo stesso quale figlio naturale di Caracalla. Data la sua giovane età (fu imperatore a tredici anni), il potere fu effettivamente esercitato dalle donne della sua famiglia, la nonna Giulia Mesa e la madre Giulia Mamea. Passato alla storia come esempio di buon imperatore, rispettò le prerogative del Senato e si prese cura dei sudditi, non aumentò il carico fiscale e favorì la tolleranza religiosa. Come Antonino Pio, di carattere fu mite e buono, ebbe nobili inclinazioni. Anche quando giudicò su colpe gravissime, non inflisse la pena di morte. Come tutti i membri della sua famiglia, rispettava molto la figura di Alessandro Magno di cui si considerava discendente o erede (come peraltro di Cleopatra, Marco Antonio e Marco Aurelio).
L'imperatore non fu però all'altezza dei problemi militari che dovette affrontare. Nel 229 la dinastia dei Sasanidi incominciò un'offensiva che strappò ai Romani la Cappadocia e la Mesopotamia, fino a minacciare la Siria. Severo riuscì ad arginare l'invasione, ma dovette rapidamente trasferirsi sul fronte del Reno per difendere la Gallia dall'aggressione dei Germani. Nel 235 fu assassinato a soli 26 anni dai suoi stessi soldati durante una campagna contro le tribù germaniche in quanto stava trattando un accordo col nemico ed essi trovavano troppo esitante la sua condotta in guerra. Con lui fu uccisa la madre co-regnante. Al suo posto salì al trono un generale di origine barbarica e di grandi capacità militari, Massimino il Trace, che fu assassinato tre anni dopo dando inizio all'anarchia militare e alla crisi del III secolo.

## Fonti storiografiche
La fonte più ampia, e forse la più problematica, sul regno di Alessandro Severo è il libro sulla sua vita contenuto all'interno della Historia Augusta, un'opera del IV secolo. Tra tutte le biografie imperiali contenute nella Historia, questa è una tra le più lunghe ed è tradizionalmente attribuita a Elio Lampridio. Una delle fonti della Historia è l'opera di Mario Massimo, andata perduta, che fu un funzionario di Alessandro. In generale le informazioni contenute nella Vita di Alessandro della Historia sono da valutare con attenzione, in quanto tende a essere più un'opera di fantasia che storiografica. In generale, l'autore dimostra una predisposizione positiva nei confronti dell'ultimo esponente della dinastia severiana.
Una fonte di ben altro spessore è fornita da Erodiano, un funzionario civile di rango inferiore di origine siriana, che visse dal 170 circa al 240; il suo lavoro, la Storia dell'Impero romano da Marco Aurelio, comunemente abbreviata in Storia romana, è una testimonianza diretta che va dal regno di Commodo a quello di Gordiano III, e tratta il regno di Alessandro Severo nel libro VI.
Fonti di minore importanza sono Aurelio Vittore ed Eutropio (fine del IV secolo), che tramandano pochi accenni aneddotici, Zosimo, che scrisse brevemente su Alessandro all'inizio del VI secolo, mentre la Storia romana, del senatore e sostenitore di Alessandro (fu nominato console nel 229) Cassio Dione Cocceiano, è di scarso aiuto, in quanto il libro LXXX è giunto solo in una versione compendiata.
Altre fonti non storiografiche sono le opere giuridiche composte o comunque collegate a Ulpiano e i ritrovamenti numismatici, archeologici, epigrafici e papiracei.

## Biografia

### Origini familiari

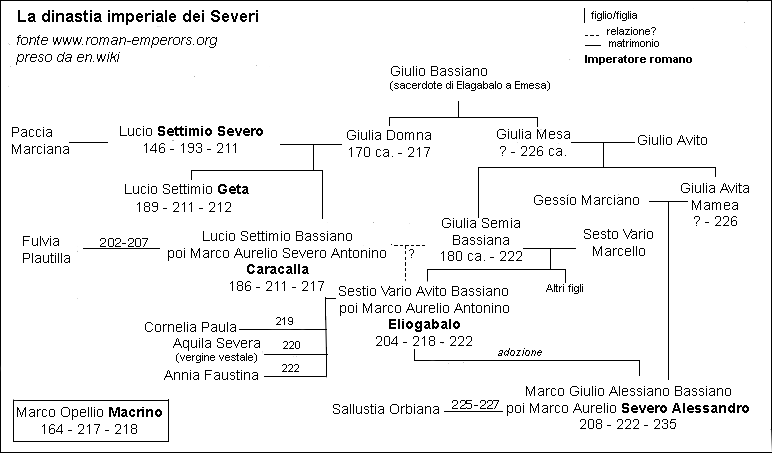
Albero genealogico dei Severi

Bassiano Alessiano (questo il nome originario di Alessandro Severo) nacque il 1º ottobre 208 ad Arca Caesarea, in Fenicia. Suo padre era Marco Giulio Gessio Marciano, un funzionario di rango equestre che ebbe più volte l'incarico di procuratore imperiale, sua madre Giulia Avita Mamea, al secondo matrimonio; oltre ad Alessiano la coppia aveva avuto una figlia, e forse anche un figlio di nome Marco Giulio Gessio Bassiano.
La madre di Alessandro, Giulia Avita Mamea, era figlia del consolare Gaio Giulio Avito Alessiano e di Giulia Mesa, a sua volta figlia di Giulio Bassiano, sacerdote del culto solare di El-Gabal a Emesa (Siria); Alessiano e Mesa avevano anche un'altra figlia, Giulia Soemia Bassiana, moglie del siriano Sesto Vario Marcello e madre di Sesto Vario Avito Bassiano (l'imperatore Eliogabalo, regnante dal 218 al 222, che quindi era cugino di Alessandro). La nonna materna di Alessandro, Giulia Mesa, era sorella di Giulia Domna, moglie dell'imperatore Settimio Severo (193-211) e madre degli imperatori Caracalla (198-217) e Geta (209-211).
Per parte materna Alessandro era legato alla famiglia reale di Emesa, i cui membri erano sovrani di Emesa e sacerdoti del dio solare El-Gabal. Secondo l'Historia Augusta, Alessandro ricevette un'ottima educazione, sia nelle discipline civili sia in quelle militari. Ebbe numerosi maestri, sia nella sua città natale sia a Roma, che gli insegnarono filosofia, grammatica e retorica; tra questi il grammatico Scaurino figlio di Terenzio Scaurino, maestro di Lucio Vero. L'Historia racconta anche che non era molto bravo a fare discorsi in lingua latina, come si ebbe a vedere dai suoi discorsi in senato o davanti ai soldati.

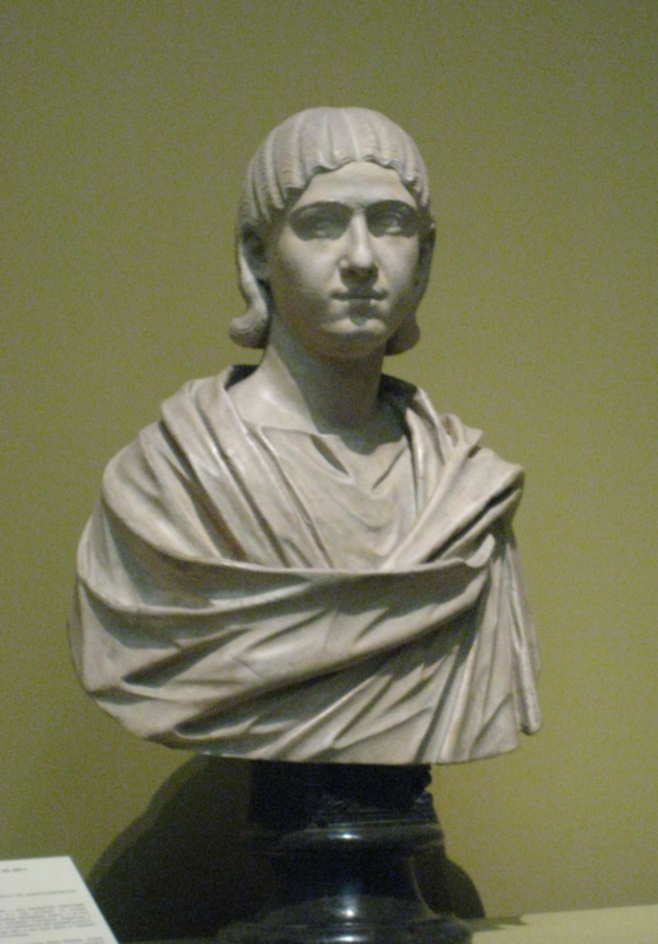
Ritratto di Giulia Avita Mamea, madre di Alessandro e influente consigliera del figlio durante i suoi anni di regno

Alla nascita di Alessandro, l'impero era condiviso tra Settimio Severo e Caracalla, con l'associazione al trono di Geta nel 209; alla morte di Severo (211), i due figli ressero per un po' il regno insieme, fin quando, quello stesso anno, Caracalla assassinò Geta e tenne il potere da solo. Nel 217 Caracalla fu ucciso dalle sue stesse truppe, che acclamarono imperatore Macrino, il prefetto del pretorio di Caracalla; il nuovo imperatore, però, commise l'errore di rimandare la ricca Giulia Mesa, con le figlie e i nipoti, a Emesa, loro città d'origine.
Approfittando dei problemi della finanza imperiale e del malcontento delle truppe conseguente a una riduzione delle paghe, Mesa corruppe i legionari della Legio II Parthica, di stanza a Emesa, i quali acclamarono imperatore il cugino di Alessandro, Eliogabalo, il 16 maggio 218. Macrino tentò di riguadagnare il favore dei soldati (in questa occasione vanno inseriti gli episodi dell'assassinio della sorella e del cognato di Alessandro da parte del prefetto del pretorio Ulpio Giuliano e della morte di Gessio Marciano, padre di Alessandro), ma fu sconfitto nella battaglia di Antiochia e, dopo una lunga fuga, ucciso.
Salito al trono Eliogabalo si comportò come un monarca orientale, introducendo a Roma il culto del dio solare El-Gabal di cui era gran sacerdote, e adottando costumi orientali alieni alla mentalità romana; le sue eccentricità, la sua complessa identità sessuale e la sua relazione con l'auriga Ierocle, oltre che il matrimonio con la vergine vestale Aquilia Severa, gli alienarono le simpatie del popolo e della stessa guardia pretoriana; pesò negativamente anche l'assunzione del consolato per tre volte consecutive (218, sostituendo Macrino, 219 e 220), una scelta che era stata fatta per l'ultima volta da Domiziano e da allora considerata un segno di dispotismo.

### Cesare (221-222)

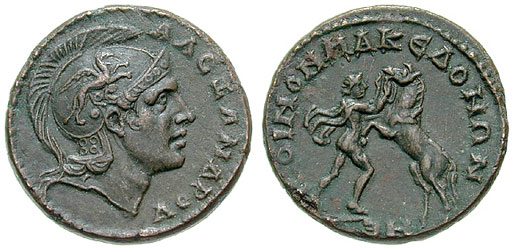
Secondo lo storico Erodiano, contemporaneo di Alessandro Severo, il giovane Alessiano Bassiano scelse di adottare il nome "Alessandro" al momento della nomina a Cesare in onore di Alessandro Magno, qui raffigurato su una moneta provinciale romana coniata proprio sotto il regno di Alessandro Severo

Quando Giulia Mesa si accorse che il sostegno popolare a Eliogabalo stava crollando rapidamente, decise che lui e sua madre Giulia Soemia, che lo aveva incoraggiato nelle sue pratiche religiose, dovessero essere rimpiazzati da qualcuno di più affidabile e popolare. Per trovare un sostituto al soglio imperiale all'interno della dinastia, Giulia Mesa si rivolse all'altra figlia, Giulia Mamea, e al di lei figlio, il tredicenne Alessiano, e convinse Eliogabalo ad associare il cugino al potere, per lasciare a lui le cure secolari e meglio dedicarsi a quelle religiose.
Alessiano assunse il nome di Marco Aurelio Alessandro: "Marco Aurelio Antonino" era infatti il nome ufficiale dell'imperatore meglio noto come Caracalla, il quale, secondo la propaganda orchestrata da Mesa e dalle sue figlie per ottenere la fedeltà delle legioni, sarebbe stato il padre sia di Eliogabalo (il cui nome era appunto "Marco Aurelio Antonino") sia di Alessiano, entrambi avuti da relazioni adulterine; il nome "Alessandro" fu invece scelto come riferimento ad Alessandro Magno.
Il 26 giugno 221 Eliogabalo adottò il cugino e lo nominò Cesare, scegliendolo come collega per il consolato per l'anno successivo (222). Erodiano racconta la singolare situazione in cui si trovò il Senato romano, che dovette ratificare un'adozione per cui un ragazzo di circa sedici anni diventava il padre di uno di dodici. Cassio Dione narra come secondo l'imperatore era stato il dio El-Gabal stesso a suggerirgli l'adozione e la scelta del nome del cugino-figlio adottivo. Il nome completo del Cesare Alessandro lo collegava esplicitamente agli imperatori della dinastia severiana: Imp. Caes. M. Aurelii Antonini Pii Felicis Aug. fil., divi Antonini Magni Pii nepos, divi Severi pronepos M. Aurelius Alexander, nobilissimus Caesar imperi et sacerdotis, princeps iuventutis.

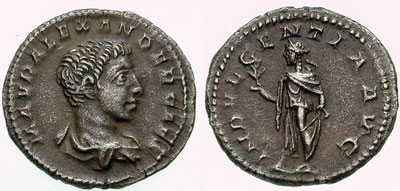
Moneta raffigurante Alessandro da Cesare e celebrante la sua indulgenza

Eliogabalo associò il cugino e figlio adottivo nelle sue pratiche religiose, facendolo diventare sacerdote, e tentò di fargli assumere i propri costumi. Giulia Mamea, tuttavia, si oppose e, tenendo lontano il figlio dall'imperatore e dalla sua cerchia più stretta, fece impartire al figlio una classica educazione greco-romana curando principalmente le virtù della moderazione e dell'autocontrollo mentre Alessandro, per propria inclinazione, praticava anche la lotta.
L'imperatore ne fu contrariato e incominciò a rimpiangere di aver associato al potere il cugino: decise allora di allontanare i maestri dal palazzo imperiale, mettendone a morte diversi con l'accusa di corrompere il Cesare con i loro insegnamenti. A mano a mano che Eliogabalo progrediva nel suo comportamento eccentrico e dispotico, crescevano le aspettative dei Romani, e in particolar modo dei pretoriani, nei riguardi del giovane Alessandro e Giulia Mamea assecondava la loro inclinazione con frequenti donativi in modo da acquisirne il favore.
Elagabalo si inquietò ancor di più e tentò di danneggiare la reputazione del figlio adottivo e, non riuscendoci, incominciò a tramare per eliminarlo. Mamea, tuttavia, diede disposizioni affinché Alessandro non mangiasse cibi inviati o preparati da inservienti dell'imperatore, ma solo quello cucinato da personale di fiducia. Le precauzioni prese da Mamea e, in particolare, dall'esperta Giulia Mesa, bastarono a respingere i maldestri tentativi dell'imperatore di sbarazzarsi rapidamente del figlio adottivo, e alla fine Eliogabalo decise di agire più direttamente, tentando di togliere al cugino il titolo di Cesare e impedendogli di comparire in pubblico.
L'allontanamento di Alessandro dalla vita pubblica mise in subbuglio i soldati, specie quelli che erano stati chiamati al suo servizio. Una prima volta i pretoriani si ribellarono e continuarono la sommossa fin quando Eliogabalo si recò al loro campo con Alessandro, e dopo averli pregati di rientrare nei ranghi, dovette accettare le loro condizioni e consegnare loro alcuni suoi compagni di vizio, tra cui Ierocle, il suo amante ufficiale. Eliogabalo decise di mettere nuovamente alla prova il legame dei pretoriani col giovane Cesare e fece diffondere la voce che Alessandro era caduto ammalato.
I pretoriani, addolorati e arrabbiati, si rifiutarono per la seconda volta di prestare servizio e si rinchiusero nel loro accampamento, chiedendo che Alessandro fosse loro mostrato nel tempio del castrum ed Eliogabalo, spaventato dalla loro reazione, si recò all'accampamento assieme al cugino. Quando i due cugini giunsero all'accampamento, i pretoriani acclamarono Alessandro, ignorando Eliogabalo; l'imperatore, furibondo, diede l'ordine di mettere a morte per tradimento i soldati che avevano acclamato il Cesare ma non l'imperatore. I pretoriani, stanchi delle eccentricità di Eliogabalo, si ammutinarono e lo uccisero assieme alla madre Giulia Soemia.
Il 13 marzo 222 Alessandro fu proclamato imperatore dai pretoriani, col nome di Marco Aurelio Severo Alessandro; il Senato gli concesse il titolo di augusto e di pater patriae, oltre alla potestà tribunizia, al comando proconsolare, al pontificato massimo e al diritto di fare cinque proposte di legge per ogni seduta del Senato.

### Regno (222-235)

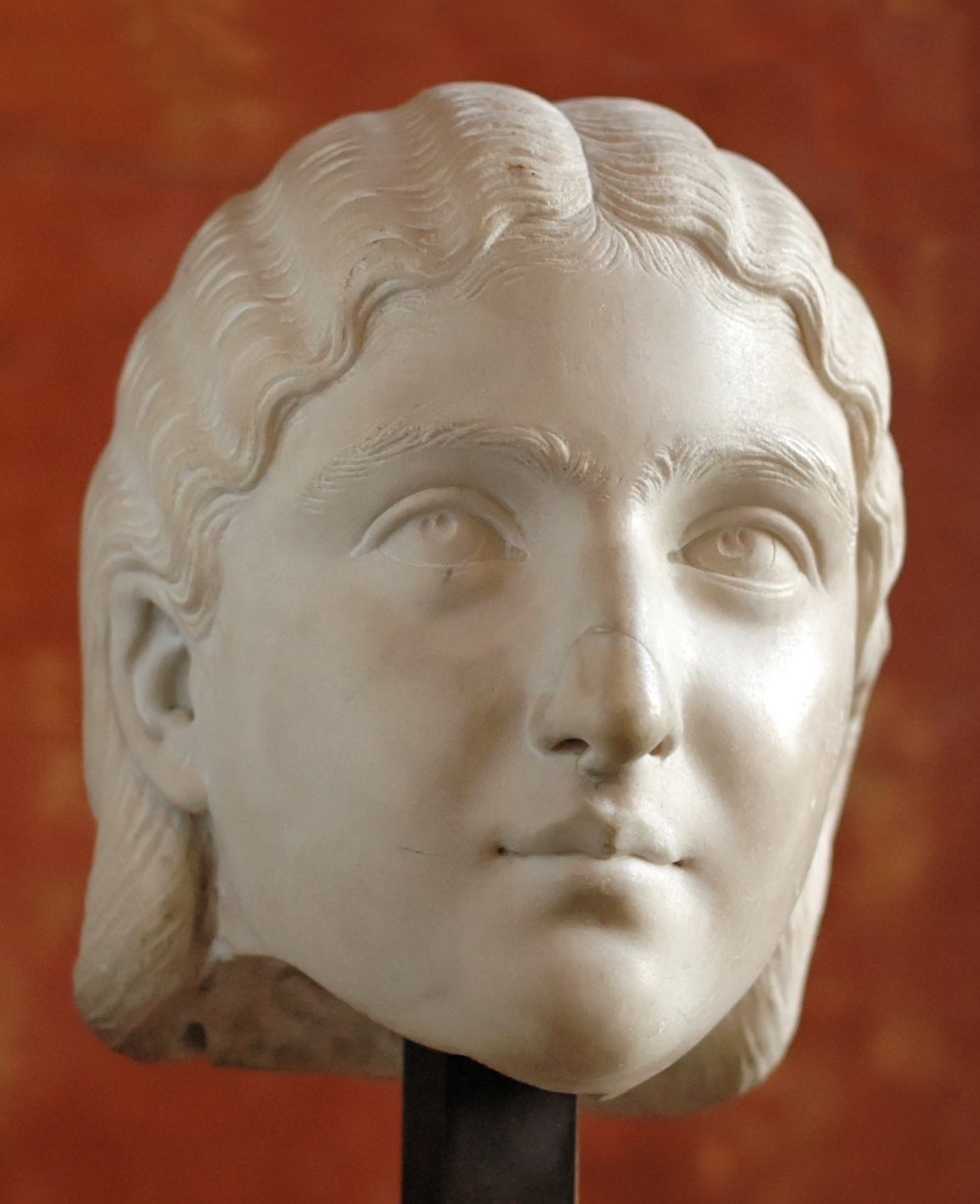
Ritratto di Sallustia Orbiana, moglie di Alessandro dal 225, esiliata in Libia nel 227 dopo la caduta di suo padre Lucio Seio Sallustio, accusato di aver progettato la morte di Alessandro

Alessandro era molto giovane quando salì al trono, e il potere effettivo fu nelle mani delle donne della sua famiglia, l'influente nonna, Giulia Mesa, che però morì nel 226, e la madre Giulia Avita Mamea, che lo affiancò per tutto il suo regno.
Alessandro tentò di ridare lustro al Senato romano, e formò un collegio di sedici senatori che lo consigliassero nelle materie di governo; tra questi sedici senatori vi erano due eminenti giuristi Eneo Domizio Ulpiano e Giulio Paolo. Alessandro rimosse i funzionari del cugino maggiormente compromessi, evitando una generale rivoluzione nelle cariche; ad esempio confermò in carica come prefetti del pretorio Giulio Flaviano e Geminio Cresto, due esperti militari.
Nello stesso anno di ascesa al trono, però, nominò Ulpiano (che all'epoca era prefetto dell'annona) supervisore dei due prefetti pretoriani; il giurista, col sostegno dell'imperatore e di sua madre, divenne una sorta di co-imperatore, esercitando grande influenza sul giovane imperatore, che lo chiamava parens, "genitore". La scelta suscitò delle recriminazioni tra i militari, in quanto Ulpiano non aveva alcun merito dal punto di vista militare; secondo Zosimo, Mamea venne a conoscenza di un tentativo di rovesciare Ulpiano e fece mettere a morte gli attentatori, mentre lo stesso Ulpiano, secondo Cassio Dione che pure gli riconosce di aver utilizzato il nuovo ruolo per correggere alcune aberrazioni introdotte da Eliogabalo, fece mettere a morte Flaviano e Cresto per subentrare loro, e infatti, nel tardo 222, Alessandro nominò dunque prefetti del pretorio lo stesso Ulpiano e Paolo. I pretoriani, però, non gradirono gli eventi, e decisero di assassinare Ulpiano, tendendogli un agguato nottetempo; Ulpiano riuscì a sfuggire ai sicari, rifugiandosi a palazzo da Alessandro e dalla madre, ma quando i pretoriani insistettero che gli fosse consegnato il loro prefetto, Alessandro non fu in grado di salvargli la vita (tardo 223-metà 224).
Nel 225 sposò Sallustia Orbiana, figlia del prefetto del pretorio Lucio Seio Sallustio, il quale fu forse elevato al rango di Cesare. Nel 227, però, Sallustio fu accusato di aver tentato di assassinare Alessandro e fu messo a morte; Sallustia fu allora esiliata in Libia. Secondo Erodiano, Alessandro amava la moglie e viveva con lei, ma Sallustia fu allontanata dal palazzo da Giulia Mamea, che era gelosa del titolo di augusta ottenuto dalla nuora; indispettito dall'arroganza di Mamea ma in debito con Alessandro per i favori da lui concessigli, Sallustio decise di ritirarsi presso il campo dei pretoriani, ma Mamea lo mandò ad arrestare e mettere a morte, esiliando la nuora; il tutto sarebbe avvenuto, secondo Erodiano, contro il volere di Alessandro, il quale però non ebbe il coraggio di opporsi alla propria madre.

#### Amministrazione imperiale

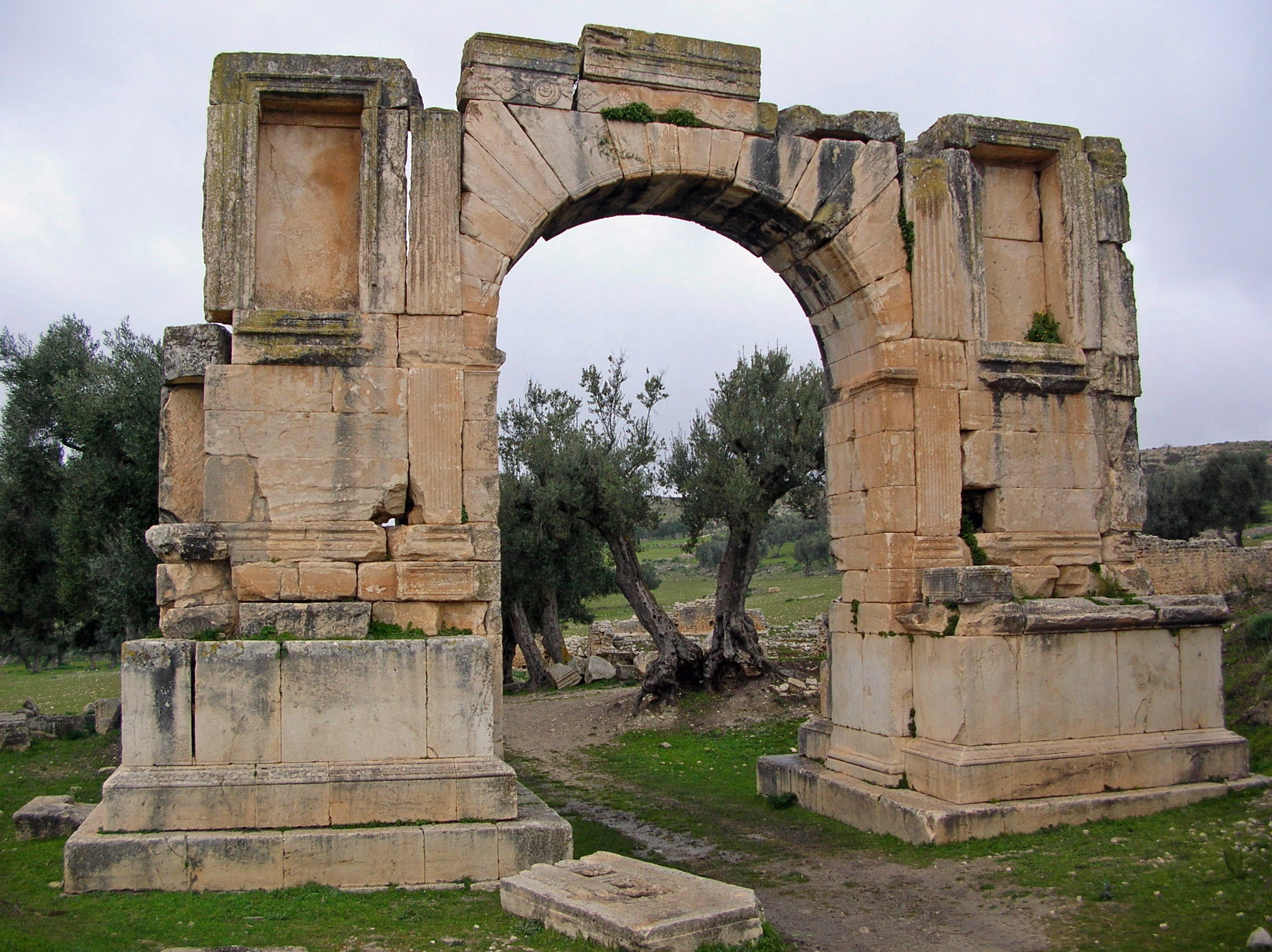
Arco di Alessandro Severo a Dougga

Tra i primi atti del nuovo imperatore vi fu la formazione di un consilium con sedici tra i più eminenti e moderati senatori, tra cui i giuristi Eneo Domizio Ulpiano e Giulio Paolo e lo storico Cassio Dione Cocceiano. Secondo Erodiano l'imperatore consultava i propri consiglieri su ogni decisione e non prendeva provvedimenti che non avessero ricevuto l'approvazione unanime.
Tutti coloro che indegnamente avevano raggiunto alte cariche sotto Eliogabalo, furono rimossi e rimandati alle loro precedenti mansioni. Gli interessi dello Stato furono affidati ad avvocati e oratori competenti, mentre gli incarichi militari furono assegnati a ufficiali con esperienza comprovata. Per tenerlo lontano da cattive compagnie che potessero traviarlo, la madre Giulia Mamea gli impose di presenziare quotidianamente e a lungo come giudice nei processi. Inoltre fu lei a decidere chi poteva parlare con il giovane imperatore, e decise chi poteva essere tra i circoli interni dell'imperatore e Mamea non permetteva a nessuno di stare vicino a suo figlio.
Alessandro, inoltre, si mostrò molto indulgente e nei casi in cui era prevista la pena di morte garantiva spesso il perdono per evitare di infliggere la pena capitale; Erodiano riporta che nessuno poteva ricordare, dopo diversi anni del suo regno, un episodio in cui un uomo era stato messo a morte senza processo. Formò anche un consiglio municipale di quattordici prefetti urbani che amministravano gli altrettanti distretti di Roma. Furono cancellati il lusso e la stravaganza che tanto avevano prevalso a corte; fu migliorato lo standard del conio; furono alleggerite le tasse; furono incoraggiate la letteratura, le arti e la scienza; fu aumentata l'assegnazione di terre ai soldati.
Onorò sia Cassio Dione sia lo storico Mario Massimo con un secondo consolato. Nell'interesse del popolo, furono istituite agenzie di prestito a basso interesse (4%), e acquistò grano a proprie spese, donandolo cinque volte al popolo.

#### Edilizia
A Roma Alessandro fece restaurare e re-intitolare le Terme di Nerone, che presero il nome di Terme alessandrine (227); fece costruire l'Acquedotto alessandrino per alimentarle, le recintò con un bosco piantato al posto di costruzioni da lui acquistate e fatte demolire, decretò delle tasse per curarne la manutenzione, adibì alcuni boschi a fornire il legname per il loro funzionamento e le rifornì di olio da illuminazione. Fece anche restaurare le Terme di Caracalla, cui aggiunse un portico; inoltre decretò che fosse reintrodotta la legge che proibiva la presenza a Roma di terme destinate ad ambo i sessi, abrogata da Eliogabalo. Fece costruire sul Palatino le Diaetae Mammaeae, una residenza destinata ad accogliere la madre.
Raccolse molte statue di uomini illustri per ornare il Foro di Traiano e decorò il Foro di Nerva con statue di imperatori divinizzati, provvedette alle necessità del tempio di Iside e Serapide, curò la manutenzione del Teatro di Marcello, del Circo Massimo, dello Stadio di Domiziano e il restauro del Colosseo, colpito da un fulmine durante il regno di Macrino, finanziando i lavori con le tasse su procuratori, prostitute e catamiti. A Dougga, in Tunisia, è ancora conservato in buone condizioni un arco eretto in suo onore.

#### Religione

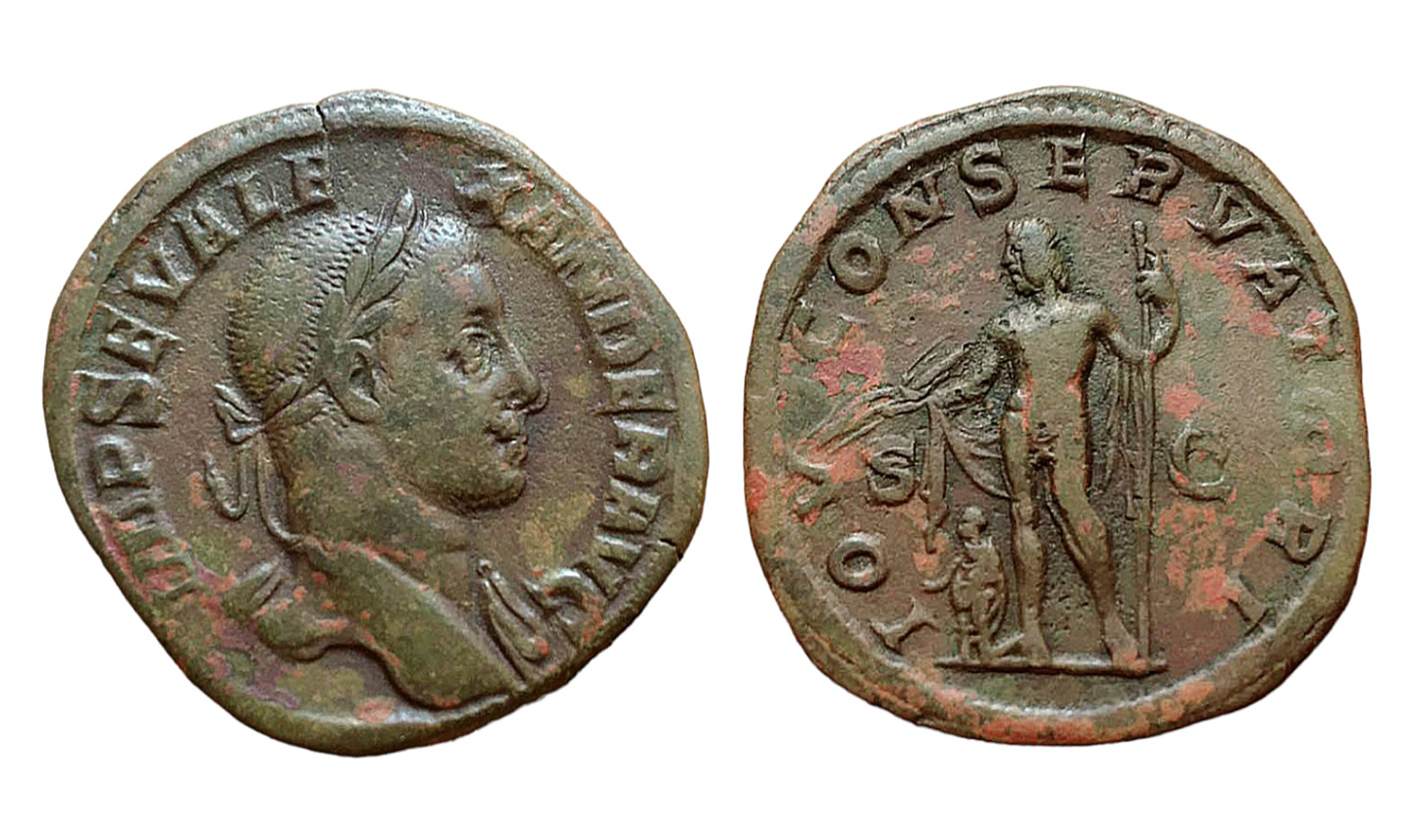
Sesterzio dalla serie emessa negli anni 222-231. Al dritto è il profilo dell'imperatore a destra, indossante la corona triumphalis e con paludamento appuntato sulla spalla sinistra. La legenda reca IMP(erator) SEV(erus) ALE-XANDER AVG(ustus). Al rovescio è Giove, stante e rivolto a sinistra con folgore e scettro, suoi attributi, rispettivamente nella mano destra e sinistra. La legenda reca IOVI CONSERVATORI; ai lati della figura S(enatus) C(onsulto). La moneta si inserisce, col suo apparato iconografico, nel solco della politica cultuale di Severo Alessandro. Il fatto che la divinità tenda la mano destra all'imperatore, in miniatura e indossante la toga, lo pone come ripristinatore dei costumi e della religione romana, dopo gli scandalosi eccessi orientali di Eliogabalo, nel rispetto del Senato e del mos maiorum dei Romani. Ai piedi della divinità nell'ipostasi di "Difensore", Severo Alessandro gode della sua tutela. Il legame tra il sommo dio e Severo Alessandro, è altresì attestato dal fatto che l'imperatore, ridedicò l'Elagabalium sul Palatino, che il predecessore aveva reso centro religioso dellUrbe, dedicato al dio solare di Emesa, in un tempio dedicato al romano IVPPITER VLTOR. Di tale costruzione non rimangono vestigia materiali.

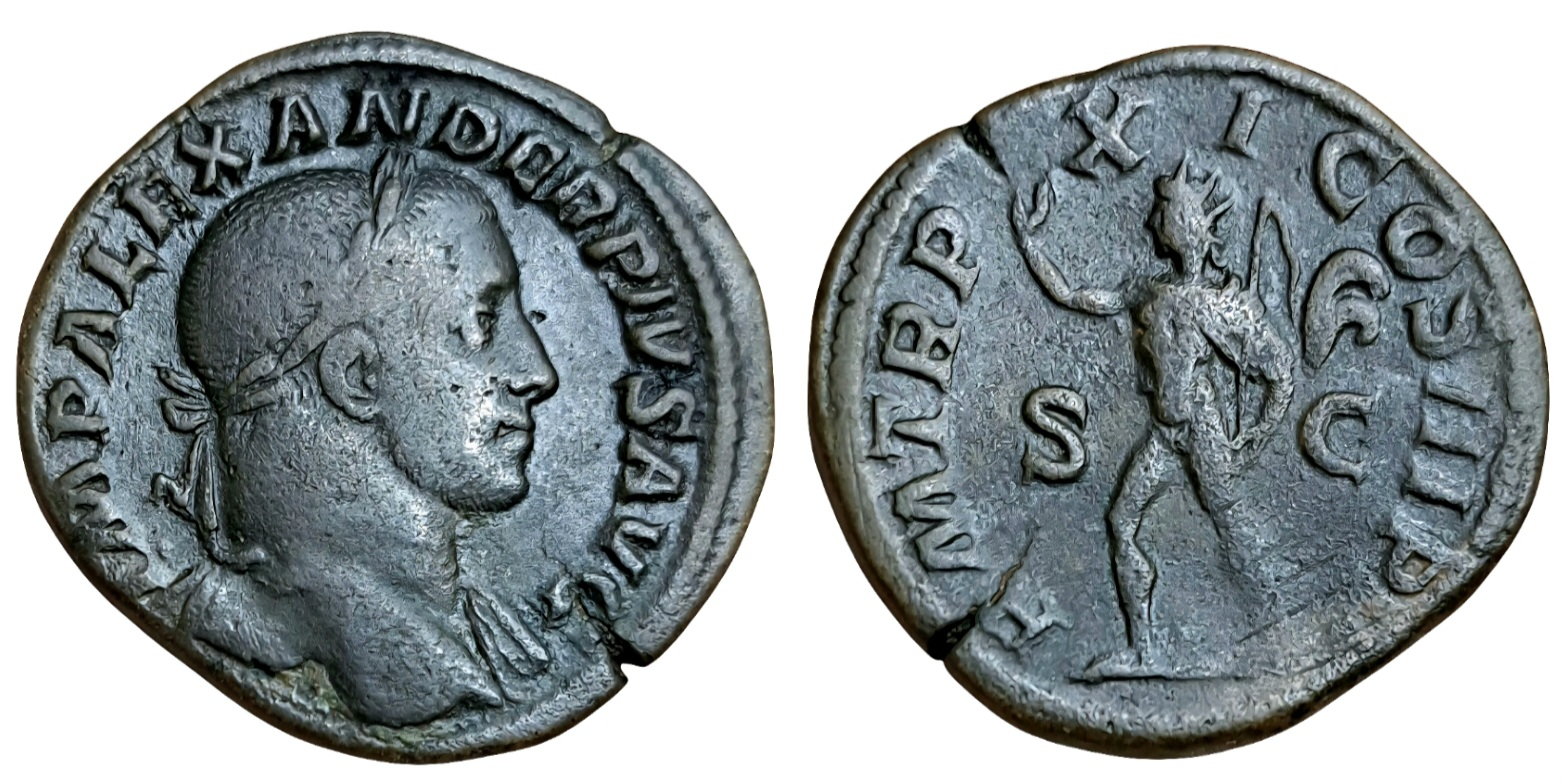
Sesterzio emesso nel 234 dalla zecca di Roma. Al dritto è il profilo dell'imperatore rivolto a destra, con serto d'alloro e paludamentum appuntato sulla spalla sinistra. La legenda reca IMP(erator) ALEXANDER PIVS AVG(ustus). Al rovescio il dio Sol Invictus avanza verso sinistra, levando il braccio destro e impugnando con la mano sinistra la frusta, suo attributo, con cui guida i destrieri della sua quadriga. La divinità indossa la clamide fissata sulla spalla destra, e l'iconica corona radiata che la qualifica come idolo solare. La legenda reca P(ontifex) M(aximus) TR(ibunicia) P(otestate) X-I CO(n)S(ul) III [[Pater Patriae|P(ater) [P](atriae)]]; ai lati del dio S(enatus) C(onsulto). Monete come questa sono rilevanti sul piano storico, attestando la continuazione del culto di Sol nell'Impero, anche dopo l'uccisione di Eliogabalo, la rinuncia del nuovo imperatore al sacerdozio siriano, e il ripristino del prestigio dei costumi patri. Di questi continuava a far parte, ma in forme "romane" il dio Sole, in una serena convivenza con le altre divinità della tradizione, un sincretismo cultuale che di lì a qualche anno, avrebbe visto l'idolo come principale patronus e comes imperiale. L'imperatore non soppresse il culto del Sole, né ne sciolse il collegio sacerdotale, i pontifices Solis Invicti. Risalta l'epiteto etico-religioso pius, presente come legenda dal III secolo, riferito a Severo Alessandro su monete che presentano al rovescio proprio l'immagine del Sole Invitto; ulteriore rimando al carattere romano del dio Sole. Si notino le fattezze della divinità, giovane, imberbe e con lunga chioma, che l'accostano a Helios, Mithra e Apollo, con cui sarà identificato in un "enoteismo solare", espressione della religiosità degli "ultimi pagani" e che si protrarrà fino all'inoltrato V secolo.

Secondo la Historia Augusta, Alessandro pregava tutte le mattine presso il suo larario personale, in cui teneva le statue di alcuni tra gli imperatori romani divinizzati e di alcuni personaggi di spessore morale, come Apollonio di Tiana e, secondo alcune testimonianze contemporanee, di Cristo, Abramo e Orfeo; teneva pure una statua di Alessandro Magno, suo "antenato".
Ebbe molto rispetto per la religione romana tradizionale, a differenza del cugino e predecessore, mostrando deferenza per i pontefici, per gli auguri e per i quindecemviri sacris faciundis (i custodi dei Libri sibillini, un collegio di cui anche l'imperatore faceva parte). In talune occasioni permise anche che questioni religiose sulle quali si era già espresso fossero riaperte e condotte in maniera differente. Ogni sette giorni, quando era a Roma, saliva al tempio di Giove Capitolino e visitava frequentemente anche gli altri templi. Tra i suoi primi atti di "normalizzazione" dopo gli eccessi del cugino vi fu quello di far rimettere al loro posto nei vari templi tutte le statue d'oro e gli arredi sacri che Eliogabalo aveva fatto raccogliere nell'Elagabalium, il tempio che aveva fatto costruire a Roma al dio El-Gabal. Quando la nonna Giulia Mesa morì, Alessandro la fece divinizzare.
Il suo regno fu un periodo felice per gli ebrei e i cristiani; ai primi confermò i privilegi antichi, mentre non molestò i secondi. Secondo l'Historia progettò di dedicare un tempio a Cristo e di includerlo tra gli dei, ma desistette quando gli auguri gli dissero che in quel caso tutti si sarebbero convertiti al cristianesimo e gli altri templi sarebbero stati chiusi. Fece inoltre suo un motto ascoltato da un giudeo o da un cristiano, «Quod tibi fieri non vis, alteri ne feceris» ("Non fare agli altri ciò che non vuoi sia fatto a te"); lo ripeteva di frequente e lo fece incidere, secondo l'Historia, sul suo palazzo e in altri luoghi pubblici.

#### Esercito
Infine, le esigenze difensive indussero il sovrano e i comandi ad adottare alcune importanti modifiche tattiche dell'esercito di cui fu un esempio il ritorno allo schieramento falangitico di più legioni contemporaneamente, fino a costituire una massa d'urto di sei legioni raggruppate, fianco a fianco, senza alcun intervallo.
Inoltre, per migliorare la mobilità dei reparti, Alessandro incentivò l'arruolamento di unità ausiliarie di arcieri e di cavalleria corazzata, i cosiddetti catafrattari o clibanarii, reclutati in Oriente e in Mauretania e infine l'utilizzo presso tutte le fortezze del limes di nuovi modelli di catapulte (ballistae, onagri e scorpiones), al fine di tenere impegnato il nemico fino all'accorrere delle "riserve strategiche".

#### Campagna sasanide (230-233)

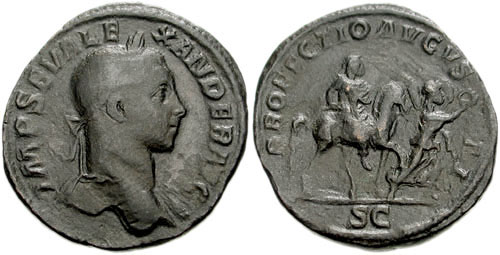
Sesterzio coniato da Alessandro e celebrante la sua profectio, la partenza per la guerra sasanide

Tra il 224 e il 226/227 avvenne a Oriente dell'Impero romano un episodio cruciale, che cambiò il corso della storia romana nel III secolo: l'ultimo imperatore dei Parti, Artabano IV, fu rovesciato e il rivoltoso, Ardashir I, fondò la dinastia sasanide, destinata a essere avversaria orientale dei Romani fino al VII secolo. Tra il 230 e il 233 circa i Sasanidi e i Romani si scontrarono per la prima volta: il casus belli fu la rivendicazione da parte dei Sasanidi del possesso di tutto l'Impero achemenide, del quale affermavano di essere diretti eredi, includendo i territori ora romani dell'Asia Minore e del Vicino Oriente. Della campagna sasanide di Alessandro Severo esistono due racconti contrastanti: Erodiano non ha remore a mostrare gli errori dell'imperatore romano nella conduzione della guerra e descrive una situazione negativa per i Romani, salvo poi raccontare che i Sasanidi alla fine accettarono lo status quo; al contrario, nella Historia Augusta, nel Cesari di Aurelio Vittore e nel Breviario di storia romana di Eutropio, si racconta della grandiosa vittoria di Alessandro sui nemici dell'impero.
Secondo il racconto di Erodiano, la reazione di Alessandro alle pretese sasanidi fu quella di scrivere ad Ardashir, proponendogli di mantenere lo status quo e ricordandogli le vittorie romane sui Persiani; l'ambasciata non ebbe effetto, dato che il sovrano sasanide scese sul campo di battaglia. All'inizio della campagna (230), i Sasanidi penetrarono nella provincia romana della Mesopotamia cercando, senza riuscirvi, di conquistare Nisibis e compirono diverse incursioni in Siria e Cappadocia.
Alessandro organizzò allora una spedizione militare, raccogliendo a Roma un numero di truppe pari a quelle del nemico e scegliendo i migliori soldati. Erodiano riporta il discorso che Alessandro fece di fronte alle truppe schierate e racconta di come i soldati fossero incoraggiati dalle parole dell'imperatore; dopo aver distribuito denaro alle truppe, Alessandro si recò al Senato per fare un discorso simile e rendere pubbliche le sue intenzioni. Il giorno della partenza, dopo aver presenziato ai sacrifici di rito, l'imperatore lasciò Roma (231); Erodiano racconta di come Alessandro si volse più volte a guardare la città, piangendo, e di come piangessero anche sia i senatori sia il popolo che accompagnò l'amato imperatore.

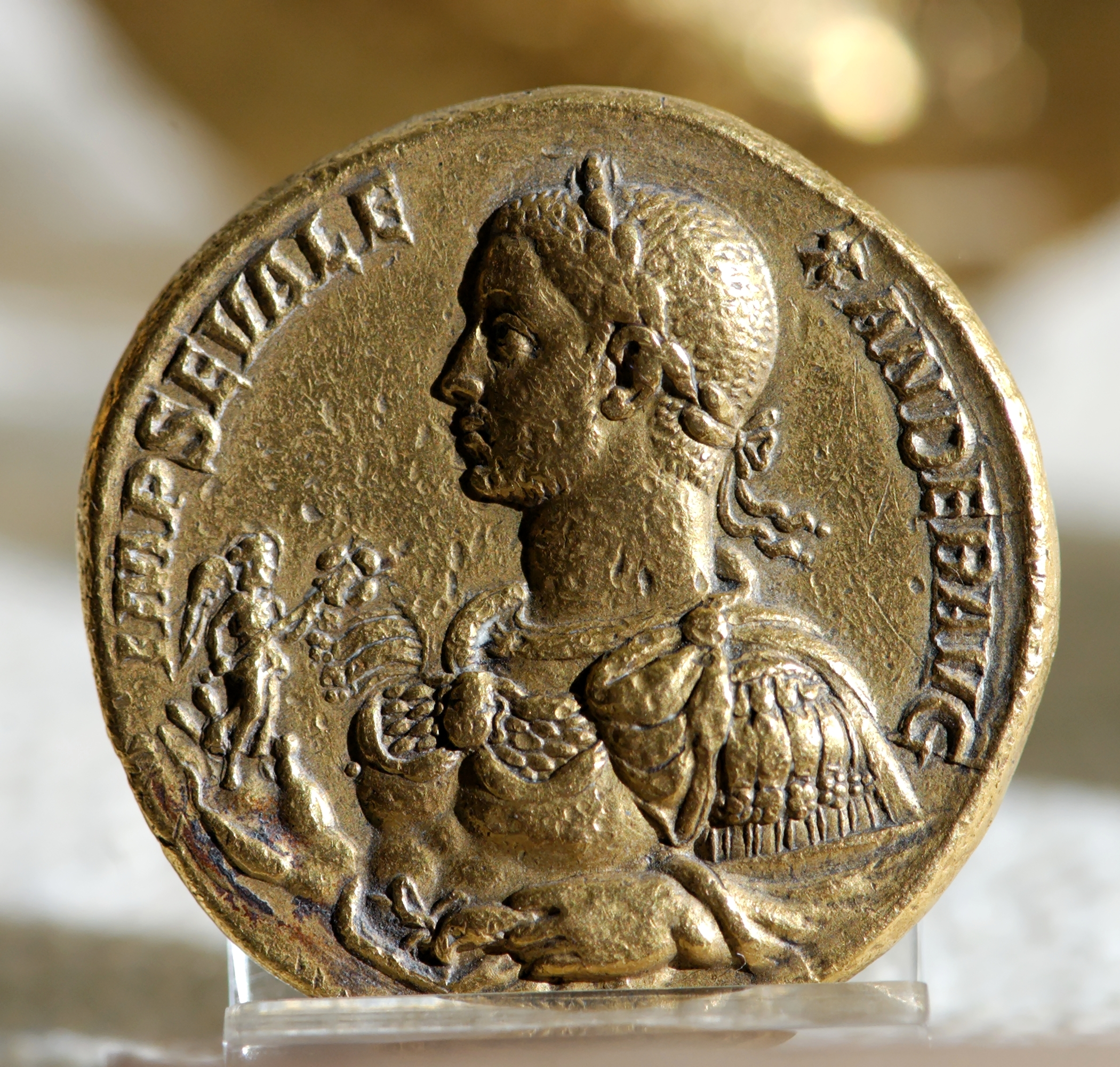
Multiplo d'oro di Alessandro, coniato nel 230 circa e conservato al Cabinet des Médailles della Biblioteca nazionale di Francia assieme alle altre notevoli medaglie provenienti dal "Tesori di Tarso". L'imperatore ottenne e mantenne il sostegno dell'esercito con frequenti donativi.

Dopo essere passato per l'Illirico, dove raccolse altre numerose truppe, raggiunse l'anno successivo (232) Antiochia di Siria, dove fece addestrare le truppe nelle condizioni ambientali delle province orientali. Fece allora un ulteriore tentativo di mediazione, offrendo pace e amicizia ad Ardashir, ma questi non solo mandò indietro gli inviati romani a mani vuote, ma mandò a sua volta ad Alessandro quattrocento soldati di aspetto imponente e riccamente vestiti, con un rinnovato invito ad abbandonare le terre fino al Bosforo; Alessandro reagì alla provocazione arrestando i quattrocento inviati sasanidi e li mandò a coltivare terre in Frigia, senza però metterli a morte.
L'imperatore romano decise di far passare all'esercito le frontiere naturali del Tigri e dell'Eufrate, ma si trovò ad affrontare ammutinamenti delle truppe e persino la proclamazione di un usurpatore, Taurino; sebbene questi pericoli avessero breve vita, Alessandro decise di tenere con sé solo le truppe più affidabili e, dietro consiglio dei propri generali, divise l'esercito in tre parti, tenendo per sé quella più forte e destinata all'attacco al centro del fronte, mentre le altre due avrebbero dovuto attaccare a nord e a sud. La sua indecisione nell'avanzare, però, fece sì che al contingente meridionale venisse a opporsi quasi l'intero esercito sasanide, che sconfisse i Romani infliggendo loro gravi perdite. Erodiano racconta che la causa dell'indecisione di Alessandro fu la sua paura di mettere in gioco la propria vita o le «paure femminili» di sua madre Giulia Mamea, che lo aveva seguito in Oriente.
La notizia della disfatta giunse all'imperatore mentre questi era ammalato, e lo fece disperare; gli stessi soldati, minati da malattie causate dall'ambiente insalubre e dalla scarsità delle provviste, accusarono l'imperatore di aver causato la distruzione dell'esercito con la sua incapacità a mettere in atto i piani stabiliti. Alessandro ordinò allora che i due gruppi superstiti di truppe si recassero a svernare ad Antiochia: se il suo contingente perse numerosi uomini durante il viaggio, i soldati provenienti da nord furono praticamente decimati dalle temperature rigide delle montagne dell'Armenia; l'esercito, ridotto enormemente a causa di questi eventi, addossò la colpa delle sue perdite all'imperatore.
Gli scontri tra Romani e Sasanidi, però, avevano indebolito enormemente anche l'esercito di Ardashir, che ne ordinò lo scioglimento per la pausa invernale tra il 232 e il 233. La notizia raggiunse Alessandro, la cui salute era migliorata ad Antiochia, dopo che aveva tentato di riottenere il favore dei propri uomini con un donativo e mentre stava preparando il prosieguo della campagna. Sebbene fosse convinto che il pericolo fosse terminato, Alessandro fu convinto a porre fine alle ostilità in Oriente anche dall'arrivo della notizia che gli Alemanni avevano passato Reno e Danubio e stavano saccheggiando campi e città in forze.
Differentemente da Erodiano, di cui rigetta il racconto dei fatti, l'Historia Augusta riporta un'altra versione, confermata da Aurelio Vittore e da Eutropio, secondo la quale Alessandro avrebbe sconfitto Ardashir in battaglia. L'Historia aggiunge che l'imperatore prese personalmente parte alla battaglia, comandando il fianco destro romano, e obbligando alla rotta l'esercito sasanide, forte di settecento elefanti da guerra e mille e ottocento carri falcati, oltre che da migliaia di cavalieri; tornato ad Antiochia, Alessandro avrebbe diviso tutto il bottino tra gli uomini. Un'ulteriore differenza tra le due versioni riguarda il trionfo di Alessandro a Roma: secondo Erodiano l'imperatore si affrettò dalla frontiera orientale a quella settentrionale per far fronte alla minaccia germanica; l'Historia Augusta narra invece del suo ritorno nella capitale nel 233, dove avrebbe celebrato un trionfo sui Sasanidi (attestato dalla numismatica) con donativi al popolo e giochi. L'Historia riporta anche un discorso di Alessandro di fronte al Senato romano, in cui l'imperatore rivendica modestamente il proprio successo.

#### Campagna germanica (234-235)
Secondo il racconto di Erodiano, mentre si trovava ancora ad Antiochia con l'esercito Alessandro fu raggiunto dalla notizia che gli Alemanni avevano attraversato in forze il limes germanico e stavano saccheggiando le province romane dell'Illirico, mettendo in pericolo anche l'Italia. Questa notizia causò malcontento nell'esercito, in particolare nelle truppe illiriche che erano state prelevate per la campagna sasanide indebolendo le difese della zona; i soldati imputavano all'imperatore sia l'indecisione nella guerra contro Ardashir sia i pericoli in cui metteva le popolazioni illiriche. Sempre secondo Erodiano, Alessandro si mosse rapidamente dalla frontiera orientale all'Illirico con gran parte dell'esercito, senza passare da Roma.
Evidenze numismatiche fanno propendere gli storici per la versione riportata dalla Historia Augusta, secondo la quale Alessandro tornò a Roma a celebrare il trionfo (233); per diversi mesi l'imperatore avrebbe goduto dell'aumento di popolarità dovuto alla campagna orientale, prima di essere raggiunto dalla notizia delle invasioni in Illirico e Gallia, ove si recò dopo aver richiamato l'esercito da Oriente (234).
Alessandro si accampò a Magonza, presso il Reno, e impegnò i barbari facendo uso delle truppe more, osroene e parte che aveva portato dalla campagna d'Oriente. Decise però di non rischiare una guerra e di corrompere i barbari e ottenere una pace incruenta (235). Queste trattative non trovarono il favore dei soldati, sia in quanto essi deprecavano l'atteggiamento remissivo dell'imperatore di fronte ai nemici che avevano invaso e saccheggiato le loro terre, sia in quanto una pace ottenuta in quel modo non avrebbe portato bottino per i soldati romani.

### Morte

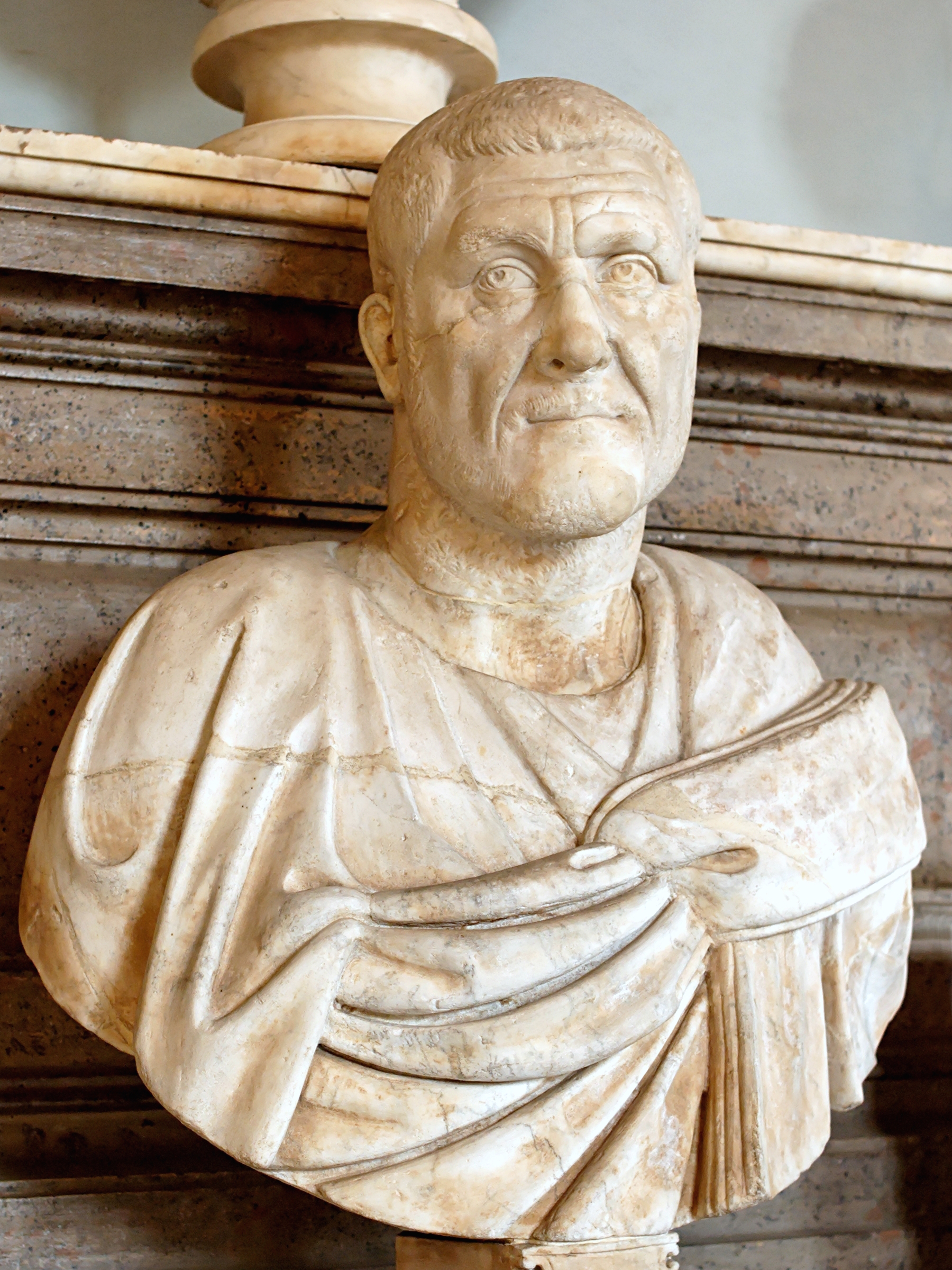
Con l'imperatore Massimino il Trace ebbe inizio il turbolento periodo dell'anarchia militare, che sarebbe terminato soltanto cinquant'anni dopo con Diocleziano

Alessandro fu ucciso il 18 o 19 marzo del 235 a Mogontiacum insieme con la madre, in un ammutinamento probabilmente capeggiato da Massimino il Trace, un ufficiale della Tracia, che a ogni modo si assicurò il trono.
Secondo Erodiano i soldati decisero di rovesciare Alessandro, considerato troppo debole e di sostituirlo con Massimino, uno dei loro comandanti preferiti e dotato di maggiori capacità militari. Dopo aver acclamato Massimino imperatore, si recarono presso l'accampamento di Alessandro. Informato della sommossa, Alessandro si fece prendere dal panico e promise ai propri uomini di fare tutto quello che essi volevano in cambio della loro protezione, ma i soldati si rifiutarono di prendere le armi. Abbandonato dalle proprie truppe, Alessandro si ritirò presso la propria tenda, dove si trovava anche la madre Giulia Mamea, attendendo l'arrivo degli uomini di Massimino che li uccisero entrambi.
La Historia Augusta, invece, racconta che dopo numerosi cattivi presagi, Alessandro fu ucciso in quanto aveva sorpreso un soldato germanico della sua scorta all'interno della sua tenda: il soldato, temendo di essere punito, avrebbe riunito i propri compagni e ucciso l'imperatore e la madre.
In realtà lo scontento dei militari deve essere ricercato in questioni di natura diversa rispetto alla problematica della personalità indecisa del sovrano e può essere ricondotto alla tendenza dell'imperatore e di Giulia Mamea di favorire l'aristocrazia senatoria a scapito degli ufficiali dell'esercito come del resto alla politica finanziaria di prudente risparmio che incise, in misura non insignificante, proprio sui costi dell'armata suscitando il malcontento.
Con la caduta dell'ultimo dei Severi, molte raffigurazioni di Alessandro e di sua madre furono intenzionalmente distrutte, per mostrare il sostegno al nuovo imperatore. Nel 238, con la morte di Massimino il Trace e l'ascesa al trono di Gordiano III, Alessandro fu divinizzato e, per l'ultima volta, fu costituito un collegio di sodales in suo onore. A seguito di ciò, in molte iscrizioni da cui era stato cancellato sotto Massimino, il suo nome fu re-inciso.
Le ceneri di Alessandro e della madre furono tumulate in un sarcofago, decorato con scene del mito di Achille, ora ai Musei Capitolini, ma in origine deposto in un grandioso mausoleo, oggi noto come Monte del Grano, a Roma.

## Monetazione e titolatura imperiale del periodo
La titolatura completa prevalente di Alessandro, come imperatore, fu Imperator Caesar Marcus Aurelius Severus Alexander Pius Felix Augustus. Curiosamente, nelle iscrizioni ritrovate a Roma, nel Latium Vetus, in Italia meridionale, in Spagna e nelle province orientali la forma preferita per il nome "Aurelius" è in effetti "Aurellius".
Nelle iscrizioni spagnole e, meno diffusamente in quelle orientali, si ritrova il titolo Dominus noster; tra gli altri titoli Invictus, Sanctissimus, Optimus et felicissimus princeps, Indulgentissimus princeps, Princeps optimus et fortissimus, Caelo demissus.